# Kortgene

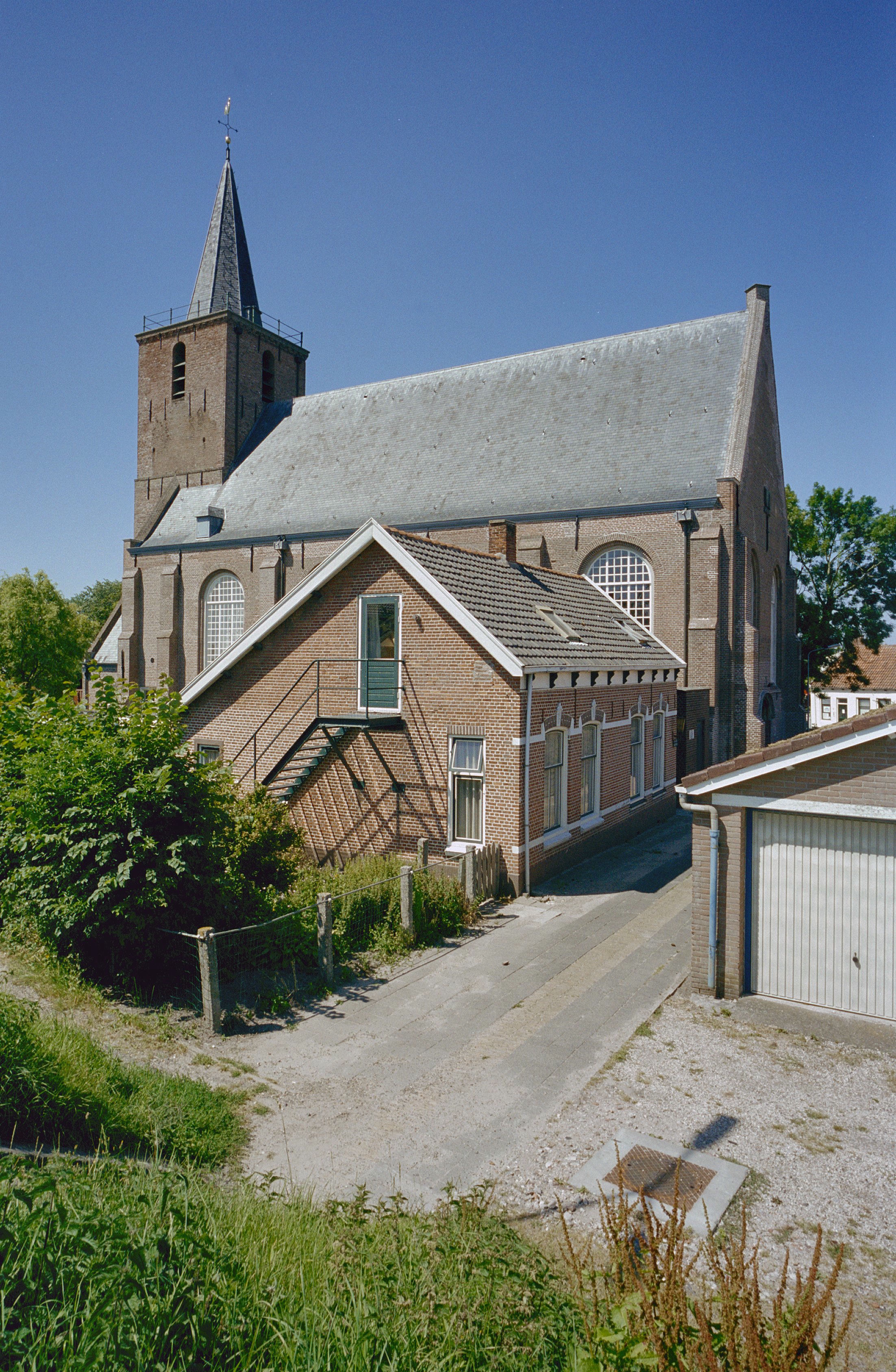
Dorfkirche von Kortgene

Kortgene (seeländisch Kortjeen) ist eine Ortschaft mit historischen Stadtrechten und ehemalige Gemeinde auf Noord-Beveland in der niederländischen Provinz Zeeland. Die Einwohnerzahl beträgt 2.100 (Stand: 1. Januar 2024).

## Geschichte
Kortgene wurde schon im Jahr 1247 als Pfarrei erwähnt und 1413 vom Jonkheer Philips van Borssele mit Stadtrechten versehen. In der Folgezeit ging bei einem heftigen Brand das ganze Städtchen in Flammen auf, einschließlich der gerade im Bau befindlichen neuen Kirche.
Am 5. November 1530 wurde ganz Noord-Beveland während der Sankt-Felix-Flut überschwemmt, was sich 1532 nochmal wiederholte. Dabei wurde fast die gesamte Bebauung weggeschwemmt, nur die Kirchtürme von Kortgene und Wissenkerke blieben erhalten.
Mit der erneuten Einpolderung von Noord-Beveland wurde im Jahr 1598 begonnen. 1684 wurde auch das Gebiet bei Kortgene wieder eingepoldert. Der alte Kirchturm hatte offenbar 150 Jahre im Wasser überstanden und konnte wieder in Gebrauch genommen werden. Es wurde noch ein neues Kirchenschiff an den alten Kirchturm angebaut.
Nach dem Wiederaufbau erhielt Kortgene als einziger Ort auf Noord-Beveland erneut Stadtrechte. Die Stadt Kortgene hatte jedoch keinen Sitz in der Seeländischen Provinzialstände-Versammlung („Staten van Zeeland“), daher lässt sich Kortgene auch als Titularstadt bezeichnen.
Um 1930 herum begannen Diskussionen über eine Kommunale Neugliederung. Im Jahr 1941 wurden Colijnsplaat, Kats und die Stadt Kortgene zur Gemeinde Kortgene zusammengeschlossen, die 1995 ihrerseits aufging in der seinerzeit neugebildeten Gemeinde Noord-Beveland.

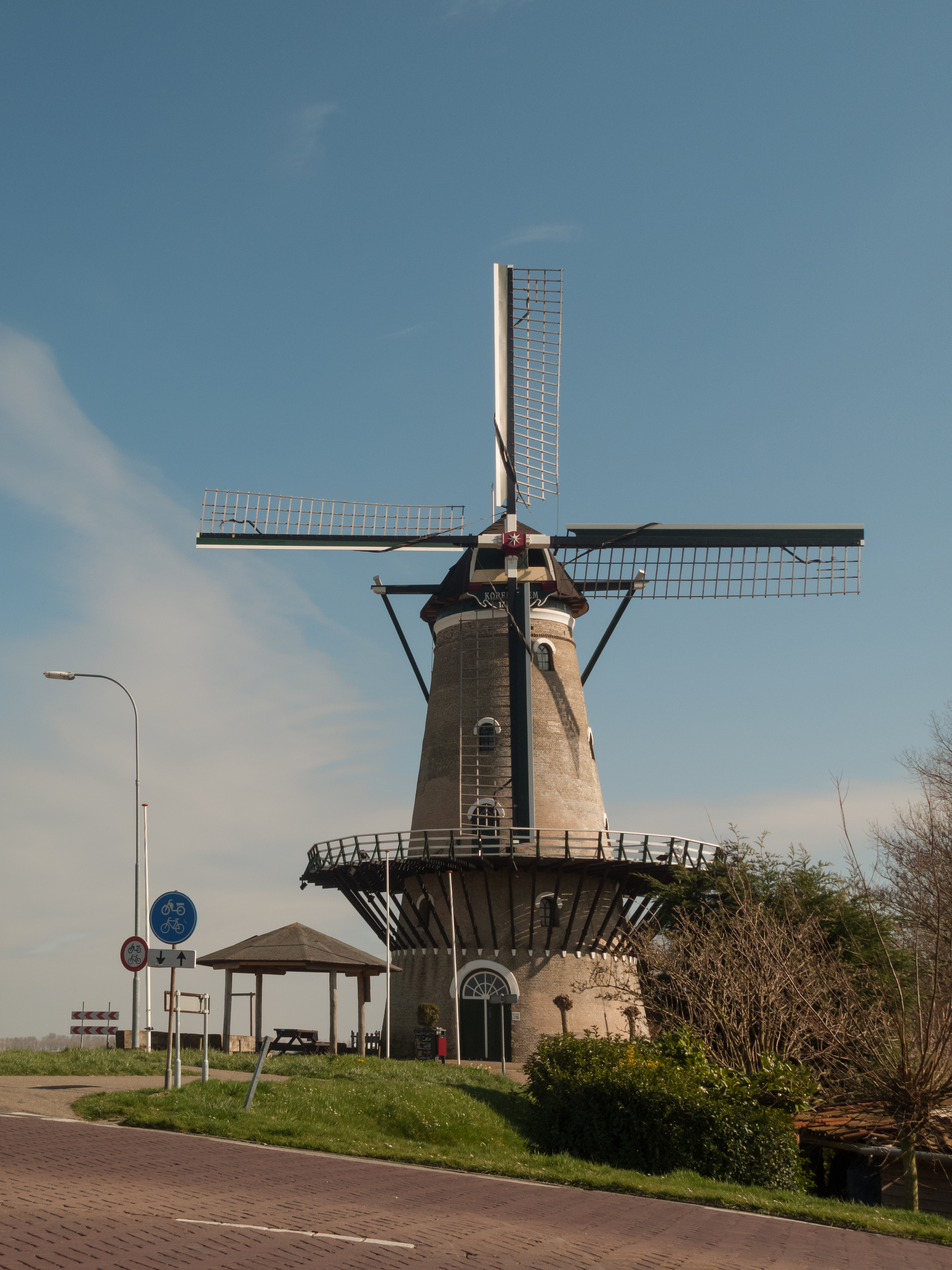
Kortgene, Mühle: korenmolen de Korenbloem

## Gebäude
Im Kirchturm der Nicolaaskerk hängt die Glocke „Suzanne“, die im Jahr 1674 durch die niederländische Marine von der französischen Insel Île de Noirmoutier geraubt worden war. Diese wurde während des Zweiten Weltkriegs durch deutsches Besatzungspersonal erneut geraubt, aber nach der Befreiung von der Deutschen Besetzung kehrte die Glocke, als einzige der noord-beveländischen Glocken, wieder zurück.
Im Jahr 1873 wurde eine Getreidemühle gebaut, „De Korenbloem“ (deutsch: „Die Kornblume“), die in den Jahren 2010/2011 restauriert wurde.

## Tourismus
Im Jahresverlauf finden in Kortgene diverse Veranstaltungen statt, die meisten davon im Sommer: Ringreiten, Wakeboarden, die Kirmes usw. Ferner hat Kortgene einen Hafen, der „Delta Marina“ heißt. Es ist von der Zandkreekschleuse aus gesehen der erste Hafen auf Noord-Beveland am Veersen Meer. Außerdem gibt es noch den Campingplatz „De Paardekreek“.

## In Kortgene geboren
- Nel Karelse (1926–2015), Leichtathletin